# Крымское (Костанайская область)
Кры́мское (каз. Қырым) — село в Денисовском районе Костанайской области Казахстана. Административный центр Крымского сельского округа. Находится примерно в 34 км к северо-востоку от районного центра, села Денисовка. Код КАТО — 394047100.

## Население
В 1999 году население села составляло 935 человек (474 мужчины и 461 женщина). По данным переписи 2009 года, в селе проживали 774 человека (385 мужчин и 389 женщин).